# Apertochrysa eurydera
Apertochrysa eurydera is een insect uit de familie van de gaasvliegen (Chrysopidae), die tot de orde netvleugeligen (Neuroptera) behoort. 
Apertochrysa eurydera is voor het eerst wetenschappelijk beschreven door Navás in 1910.